# Кельчино
Ке́льчино (рос. Кельчино) — село у Воткінському районі Удмуртії, Росія.
Населення становить 467 осіб (2010, 536 у 2002).
Національний склад (2002):
- росіяни — 73 %

Урбаноніми:
- вулиці — Лісова, Логова, Механізаторська, Молодіжна, Піонерська, Садова, Спортивна, Шкільна

В селі на річці Ківара збудовано став.